# PAL-50
PAL-50 bezeichnet in der Farbfernsehtechnik die Nutzung des PAL-Systems der Farbübertragung im Zusammenhang mit einer Bildwiederholfrequenz von 50 Hz. Dies ist weltweit in den weitaus meisten Ländern der Fall, die PAL nutzen; PAL-50 ist also das "normale" PAL. Zu den PAL-50-Normen gehören PAL-B, PAL-C, PAL-D, PAL-G, PAL-H, PAL-I, PAL-K, PAL-L und PAL-N. Nicht dazu gehört PAL-M.
Das "Phase Alternating Line"-Verfahren, kurz PAL, ist ein Verfahren zur Farbübertragung (Farbcodierverfahren) beim analogen Fernsehen. Es wurde in Deutschland mit dem Ziel entwickelt, das Problem der unästhetischen, störenden Farbtonfehler zu lösen, welche beim ursprünglichen, amerikanischen NTSC-Verfahren häufig auftreten. Im Gegensatz zu NTSC, das im Wesentlichen nur in der Variante NTSC-M verwendet wird, gibt es bei PAL viele Unterarten, die sich in einigen technischen Daten unterscheiden (Zeilenfrequenz, Kanalbandbreite, Bildwechselfrequenz, Videofrequenzbandbreite, Bild-Tonträger-Abstand, Restseitenband, Bildmodulation und Tonmodulation) und durch einen Zusatzbuchstaben gekennzeichnet werden. In Deutschland und den meisten anderen westeuropäischen Ländern wird zum Beispiel auf den VHF-Frequenzen PAL-B eingesetzt, auf den UHF-Frequenzen dagegen PAL-G; man spricht kurz von PAL-B/G. In Großbritannien wird dagegen die Unterart PAL-I eingesetzt.
Bei allen PAL-50-Varianten werden 625 Bildzeilen je Vollbild übertragen, von denen jedoch in der Regel nur ca. 575 Zeilen sichtbar sind. Zum Vergleich: Bei PAL-60 und bei NTSC werden 525 Zeilen übertragen, von denen ca. 485 (teilweise auch nur 480) sichtbar sind.
Die nicht dargestellten Zeilen enthalten die vertikale Austastlücke und geben der Empfangsschaltung danach noch etwas Zeit, sich wieder ausreichend zu stabilisieren. In neuerer Zeit werden in diesem Bereich auch verschiedene Zusatzinformationen mitgesendet, z. B. Videotext oder zuschaltbare Untertitel. Bei PALplus werden in den unsichtbaren Zeilen und einem Teil der Zeilen in den schwarzen Balken oben und unten im Bild, "getarnt" als blaue Farbinformationen, die fehlenden 16:9-Informationen übertragen, um auch mit entsprechend ausgerüsteten analogen Empfangsgeräten eine Bildqualität ähnlich der einer anamorphen 16:9-Übertragung via Digitalfernsehen zu erreichen. Die Bedeutung von PALplus geht zurück, seit das Digitalfernsehen immer dominanter wird. Auch die verschiedenen Unterarten von PAL-50 spielen im Digitalfernsehen keinerlei Rolle mehr.